# نيلس كريستيان هايردال
نيلس كريستيان هايردال (بالنرويجية البوكمول: Nils Heyerdahl)‏ هو فيلسوف ومترجم وصحفي ومؤرخ نرويجي، ولد في 11 أبريل 1941.